# Crimthann mac Áedo
Crimthann mac Áedo (mort en 633) est un roi de Leinster issu des Uí Máil de Laigin. Il est le fils de Áed Dibchine mac Senaig (mort en 595 ?), un précédent souverain. Il accède au trône quelque temps après la mort de Rónán Mac Colmáin. Son frère Rónán Crach fut peut-être le roi de Leinster mentionné dans le récit Fingal Rónáin (Le meurtre royal de Rónán) et il est aussi identifié avec un évêque tué par Crimthann,. 

## Contexte
En 626, les Ui Neill assiègent un prince des Ui Cheinnselaig nommé Crundmáel Bolg Luatha (mort en 628). Ce même prince est tué par le rival de Crimthann Fáelán mac Colmáin des Uí Dúnlainge lors de la bataille de  Duma Aichir en 628. La même année, le nouvel Ard rí Érenn Domnall mac Áedo (mort en 642) du Cenél Conaill ravage le Leinster.
Crimthann est défait et tué lors du combat de Áth Goan à l'ouest de la Liffey par une alliance de son rival Faelan des Uí Dúnlainge avec Faílbe Flann mac Áedo Duib (mort en 637), le roi de Munster et Conall Guthbinn mac Suibni (mort en 635) du Clan Cholmáin. Le Clann Cholmáin soutient la prise de pouvoir sur le Leinster par les Uí Dúnlainge du fait de ses propres ambitions en Mide. Un tract du Munster prétend que Faílbe paie le tribut du Laigin aux Ui Neill mais Byrne réfute cette assertion comme une propagande postérieure du Munster appuyant ses revendications sur le Leth Moga c'est-à-dire la partie sud de l'Irlande.